# Vespadelus
Vespadelus é um género de morcegos da família Vespertilionidae.

## Espécies
- Vespadelus baverstocki (Kitchener, Jones e Caputi, 1987)
- Vespadelus caurinus (Thomas, 1914)
- Vespadelus darlingtoni (G. M. Allen, 1933)
- Vespadelus douglasorum (Kitchener, 1976)
- Vespadelus finlaysoni (Caputi, Jones e Kitchener, 1987)
- Vespadelus pumilus (J. E. Gray, 1841)
- Vespadelus regulus (Thomas, 1906)
- Vespadelus troughtoni (Caputi, Jones e Kitchener, 1987)
- Vespadelus vulturnus (Thomas, 1914)